# Tożsamość Czebyszewa
Tożsamość Czebyszewa to następująca równość:
{\displaystyle \sum _{i=1}^{n}a_{i}\sum _{i=1}^{n}b_{i}=n\sum _{i=1}^{n}a_{i}b_{i}-\sum _{i=1}^{n}\sum _{k=i+1}^{n}(a_{i}-a_{k})(b_{i}-b_{k}).}
Jej nazwa pochodzi od nazwiska rosyjskiego matematyka Czebyszewa.
Jeżeli założyć, że {\displaystyle (a_{i}-a_{k})(b_{i}-b_{k})\geqslant 0,} to otrzymuje się stąd następującą nierówność, zwaną często nierównością Czebyszewa:
{\displaystyle n\sum _{i=1}^{n}a_{i}b_{i}\geqslant \sum _{i=1}^{n}a_{i}\sum _{i=1}^{n}b_{i}.}
W szczególności, nierówność Czebyszewa zachodzi, gdy {\displaystyle a_{1}\geqslant a_{2}\geqslant a_{3}\geqslant \dots \geqslant a_{n}} oraz {\displaystyle b_{1}\geqslant b_{2}\geqslant b_{3}\geqslant \dots \geqslant b_{n}.}